# 秋穂二島村
秋穂二島村（あいおふたじまそん）は、かつて山口県吉敷郡に存在した村。
1944年（昭和19年）4月1日に山口市と周辺10町村との新設合併で消滅した。現在は山口市南部の一地域となっている。

## 地理
瀬戸内海に面し、旧村域の西端を南若川が流れている。周防大橋で、山口湾をはさんだ反対側の深溝地区と結ばれている。

## 隣接していた自治体
- 秋穂町
- 陶村
- 鋳銭司村
- 名田島村
- 防府市

## 歴史
- 1889年（明治22年）4月1日 - 町村制の施行により、近世以来の秋穂二島村が単独で自治体を形成。
- 1944年（昭和19年）4月1日 - 山口市・大歳村・平川村・名田島村・陶村・小郡町・嘉川村・阿知須町・佐山村と合併し、改めて山口市が発足。同日秋穂二島村廃止。

## 教育
- 山口市立二島小学校
- 山口市立二島中学校

## 交通

### 道路
国道は通っていないが、主要地方道で阿知須町や秋穂町と結ばれている。

#### 国道
旧村域に国道は通っていない。

#### 主要地方道
- 山口県道25号宇部防府線
- 山口県道61号山口小郡秋穂線

#### 一般県道
- 山口県道194号山口秋穂線
- 山口県道338号大海秋穂二島線

### 鉄道
旧村域に鉄道は通っていない。最寄りの駅は、JR山陽本線の四辻駅（よつつじ）である。

## 主要施設
- 山口県セミナーパーク
- ＪＡ山口中央ふれあい二島支所
- ＪＡ山口中央大豆センター